# Symfonie nr. 2 (Enna)
De Deense componist August Enna voltooide zijn Symfonie nr. 2 in 1908.
Het is de enige bewaarde symfonie van deze Deen. Een eerdere poging tot een werk in dat genre dateert uit 1886 en leverde wel een enthousiaste reactie van Carl Nielsen op, maar het werk in C-majeur is zoekgeraakt. Volgens de CPO-uitgave zagen collega-componisten in Enna ook een niet echte componist. Hij schreef te weinig in de klassieke genres zoals symfonieën en concerto’s. Daarbij moet in ogenschouw genomen worden, dat Enna destijds populairder was buiten Denemarken en dat werd met argusogen bekeken. Na die eerste symfonie duurde het negentien jaar voordat hij aan een romantische tweede begon. Hij werkte er drie jaar aan. Deze nieuwe symfonie, in E majeur, kreeg het ook moeilijk. In het najaar van 1908 volgde een première onder leiding van Victor Bendix, maar diezelfde avond werd het Requiem van Asger Hamerik uitgevoerd en dat maakte meer indruk. Enna's tweede kreeg wel enige uitvoeringen, raakte ondergesneeuwd en verdween geheel uit beeld.  CPO gaf aan dat de opname uit 2004, een eerste sinds lange tijd was.
De symfonie kent vier delen:
- Lento – allegro moderato
- Andante lento espressivo
- Allegretto scherzando
- Finale, allegro